# Championnat du Laos de football 2015
Navigation
Saison précédente Saison suivante
La saison 2015 du Championnat du Laos de football est la vingt-cinquième édition du championnat de première division au Laos. Cette édition regroupe onze clubs au sein d'une poule unique, où ils s'affrontent à deux reprises. Il n'y a pas de relégation en fin de saison et trois clubs de deuxième division sont promus.
C'est le Lao Toyota FC qui remporte la compétition cette saison après avoir terminé en tête du classement final, ne devançant Lanexang United Football Club qu'à la différence de buts particulière. C'est le tout premier titre de champion du Laos de l'histoire du club. Le club se qualifie à la fois pour le Championnat du Mékong des clubs 2015 et la Coupe de l'AFC 2016.
Plusieurs événements surviennent avant le démarrage de la saison. Tout d'abord, l'équipe de Lao Army Football Club se retire une nouvelle fois du championnat, et ce forfait n'est pas remplacé, ce qui conduit la compétition à se disputer avec onze formations. Ensuite, plusieurs équipes changent de nom, voire de localisations. Le SHB Champassak FC est délocalisé dans la capitale, Vientiane et devient le SHB Vientiane. Lanexang Intra FC devient Lanexang United et Savannakhet FC prend le nom de Savan FC.

## Les clubs participants
- Hoang Anh Attapeu FC
- Lao Police Football Club
- Lanexang United Football Club
- SHB Vientiane
- Electricité du Laos FC - Promu de First Division
- IDSEA Champasak United - Promu de First Division
- Young Elephant FC - Promu de First Division
- Savan FC
- Lao Toyota FC
- Eastern Star FC
- Ezra FC

## Compétition

### Classement
Le classement est établi sur le barème de points classique (victoire à 3 points, match nul à 1, défaite à 0). Pour départager les égalités, on tient d'abord compte des confrontations directes, de la différence de buts générale, puis du nombre de buts marqués.
| Rang | Équipe                         | Pts | J  | G  | N | P  | Bp | Bc | Diff |
| ---- | ------------------------------ | --- | -- | -- | - | -- | -- | -- | ---- |
| 1    | Lao Toyota FC                  | 48  | 20 | 15 | 3 | 2  | 63 | 21 | +42  |
| 2    | Lanexang United Football ClubC | 48  | 20 | 15 | 3 | 2  | 67 | 16 | +51  |
| 3    | SHB Vientiane                  | 44  | 20 | 13 | 5 | 2  | 50 | 23 | +27  |
| 4    | Lao Police Football Club       | 30  | 20 | 8  | 6 | 6  | 39 | 33 | +6   |
| 5    | Hoang Anh Attapeu FCT          | 26  | 20 | 7  | 5 | 8  | 44 | 47 | -3   |
| 6    | Eastern Star FC                | 26  | 20 | 7  | 5 | 8  | 33 | 35 | -2   |
| 7    | IDSEA Champasak UnitedP        | 25  | 20 | 8  | 1 | 11 | 32 | 31 | +1   |
| 8    | Electricité du Laos FCP        | 24  | 20 | 5  | 9 | 6  | 30 | 41 | -11  |
| 9    | Savan FC                       | 20  | 20 | 6  | 2 | 12 | 30 | 43 | -13  |
| 10   | Young Elephant FCP             | 13  | 20 | 3  | 4 | 13 | 18 | 46 | -28  |
| 11   | Ezra FC                        | 4   | 20 | 1  | 1 | 18 | 15 | 85 | -70  |

|  | Qualification pour le Championnat du Mékong des clubs 2015 et la Coupe de l'AFC 2016   |
|  | T : Tenant du titre C : Vainqueur de la Coupe du Laos P : Club promu de First Division |

## Bilan de la saison
| Championnat du Laos de football 2015 |                                |
| Champion                             | Lao Toyota FC (1er titre)      |
| Coupes et trophées                   |                                |
| Vainqueur de la Coupe du Laos 2015   | Lanexang United Football Club  |
| Qualifications continentales         |                                |
| Championnat du Mékong des clubs 2015 | Lao Toyota FC                  |
| Coupe de l'AFC 2016                  | Lao Toyota FC                  |
| Promotions et relégations            |                                |
| Promus en Premier League             | National University of Laos FC |
| Promus en Premier League             | Saythany City FC               |
| Promus en Premier League             | VSV United FC                  |
| Promus en Premier League             | Lao Army Football Club         |
| Relégués en First Division           | Aucun                          |